# Кузнецов, Николай Дмитриевич (авиаконструктор)
Никола́й Дми́триевич Кузнецо́в (10 (23) июня 1911, Актюбинск, Российская империя — 31 июля 1995, Москва, Российская Федерация) — советский генеральный конструктор авиационных и ракетных двигателей.
Действительный член АН СССР и РАН, дважды Герой Социалистического Труда (1957, 1981). Лауреат Ленинской премии. В 1982 году присвоено звание почётного гражданина города Куйбышева.

## Биография
Николай Кузнецов родился 10 (23) июня 1911 в Актюбинске в семье рабочего-котельщика Дмитрия Матвеевича Кузнецова и домохозяйки Марии Михайловны Кузнецовой.
Учился в школе крестьянской молодёжи. В 1926 году начал работать слесарем. В 1930 году окончил школу и поступил в Московский авиационный техникум, где учился на вечернем отделении, а днём работал слесарем-сборщиком. В 1933 году поступил на воздушно-технический факультет моторостроительного отделения ВВИА имени Н. Е. Жуковского, который окончил с отличием 16 ноября 1938 года. Темой его дипломного проекта был «Мотор четырёхтактный, карбюраторный, 28-цилиндровый с 4-рядной звездой, воздушным охлаждением, мощностью 1500 л. с. при 3400 об/мин на высоте 6000 м с двухскоростным приводным центробежным нагнетателем».
В апреле 1939 года вступил в члены ВКП(б) в парторганизацию академии и вскоре был избран парторгом кафедры. 4 апреля 1941 года успешно защитил кандидатскую диссертацию по проблеме конструкционной прочности авиационных моторов. В период с июля по сентябрь 1942 года в порядке стажировки находился на фронте в должности старшего инженера 239-й истребительной дивизии 6-й воздушной армии. В октябре 1942 года познакомился с Георгием Маленковым, который высоко оценил способности Кузнецова и направил его вскоре заместителем главного конструктора на Уфимский авиационный завод. Здесь он проработал с 1943 по 1949 год — сначала под руководством В. Я. Климова, затем, с 1 июля 1946 года, на должности главного конструктора. В 1949 году был переведён в Куйбышев, где возглавил Государственный союзный опытный завод № 2 по разработке и производству опытных реактивных двигателей, впоследствии названный его именем — Самарский научно-технический комплекс имени Н. Д. Кузнецова.
Николай Дмитриевич Кузнецов умер 31 июля 1995 года и был похоронен на Кунцевском кладбище (уч. 9) в Москве.

### Семья
Первая жена — Сима, дочь Наталья.
Вторая жена — Мария Ивановна, дочь Татьяна, сын Николай.

## Вклад в науку
Николай Дмитриевич Кузнецов внёс большой вклад в развитие советской науки. Под руководством Кузнецова на предприятии было создано 57 оригинальных и модифицированных газотурбинных двигателей для самолётов различного назначения и экранопланов, жидкостных ракетных двигателей для ракетно-космических комплексов, а также двигателей для привода нагнетателей газоперекачивающих агрегатов и электрогенераторов.

### Разработки

#### Авиационные двигатели
Разработанные ещё в Уфимском ОКБ двигатели турбореактивные РД-12, РД-14, РД-20, «028», «003С», «018», Р-130 («032»), «012», газовая турбина ГТ-30, газотурбинный двигатель ТВ-022 и его модификация ТВ-2. Н. Д. Кузнецов разработал и двигатели для стратегической авиации, и с начала 1950-х годов создаваемые на предприятии агрегаты стали именовать новой маркировкой «НК». Одним из первых таких турбовинтовых двигателей стал НК-12. Он и на сегодняшний момент является самым мощным турбовинтовым двигателем в мире. Двигателями НК-12 оснащались стратегический бомбардировщик Ту-95, транспортный самолёт Ан-22, пассажирский Ту-114 и их модификации.
Предприятием созданы НК-4, НК-14А, первый советский двухконтурный двигатель НК-6, НК-8, созданный для сверхзвуковых дальних бомбардировщиков НК-22, НК-25, НК-144, который использовался на советском сверхзвуковом пассажирском самолёте Ту-144, НК-26, один из самых мощных и крупных авиационных двигателей НК-32, базируемый на стратегических ракетоносцах Ту-160, и НК-321. В 1988 году был разработан турбореактивный двигатель НК-34 для установки на гидросамолётах, НК-86, НК-56, НК-64, НК-62, НК-63, двухконтурный НК-104, НК-105А, НК-110, НК-114, НК-44.
Чрезвычайно перспективной разработкой является принципиально новый двигатель — винтовентиляторный НК-93, двигатель XXI века, на 20 лет опередивший время создания, ведь повторить его строение и уникальные характеристики не удалось никому в мире. Этот проект был детищем всей жизни Николая Дмитриевича Кузнецова.

#### Наземные газотурбинные двигатели
НК-12СТ, НК-16СТ, НК-17, НК-18СТ, НК-36СТ, НК-37, модернизированный двигатель НК-38СТ и НК-40СТ.

#### Жидкостные ракетные двигатели
В мае 1959 года началась разработка жидкостных ракетных двигателей. Первым таким двигателем стал НК-9 (8Д717). Для лунной программы Советского Союза в начале 1960-х годов были созданы НК-19 (11Д53) и НК-21 (11Д59) для третьей и четвёртой ступеней ракеты-носителя Н1, а также НК-15 (11Д51), НК-31 (11Д114), НК-33 (11Д111) (для первой ступени Н1), НК-39 (11Д113), НК-43 (11Д112).

### Надёжность
Огромное внимание Кузнецов уделял надёжности двигателей. Последние 15 лет жизни Кузнецов был председателем научного Совета по надёжности АН СССР.

## Общественная деятельность
Николай Кузнецов принимал активное участие в общественной и политической жизни. Депутат Верховного Совета РСФСР с 1963 по 1990 год, делегат XIX, XXII, XXIII, XXIV, XXV, XXVI, XXVII съездов Коммунистической партии Советского Союза.
Почётный доктор Самарского государственного аэрокосмического университета им. С. П. Королёва (бывший Куйбышевский
авиационный институт им. С. П. Королёва), заведующий кафедрой конструкции и проектирования двигателей летательных аппаратов, научный руководитель отраслевой научно-исследовательской лаборатории.
Благодаря Кузнецову в посёлке Управленческом, где располагается Самарский научно-технический комплекс, был открыт второй в Куйбышевской области широкоэкранный кинотеатр (1962), построен Дом культуры «Чайка», создана развитая социальная инфраструктура: больницы, профилактории, базы отдыха, детский сад, детские ясли, стадион, лыжная база, парк «Юность».
При содействии Кузнецова был основан Самарский научный центр РАН (1989).

## Должности, награды и звания
- Генеральный конструктор авиационных и ракетных двигателей.
- Генерал-лейтенант инженерно-авиационной службы.
- Доктор технических наук, профессор (1960).
- Действительный член Академии наук СССР (1974) и Российской академии наук.
- Дважды Герой Социалистического Труда (1957, 1981).
- Лауреат Ленинской премии.
- Лауреат премии Совета Министров СССР.
- Кавалер:
  - ордена Ленина (пятикратно),
  - ордена Октябрьской Революции,
  - ордена Красного Знамени,
  - ордена Отечественной войны I степени (дважды),
  - ордена Красной Звезды (дважды).
- медаль «За боевые заслуги»[7]
- Почётный гражданин города Самары (1982).

## Память
- 19 августа 1986 года в Самаре, в сквере на пересечении улиц Победы и Ново-Вокзальной, был установлен бронзовый бюст работы архитектора Николая Красько и скульптора Михаила Аникушина.
- 31 июля 1996 года в посёлке Управленческий на доме № 2 по улице Симферопольской, где жил конструктор, была открыта мемориальная доска.
- 25 июня 2001 год а в сквере клуба посёлка Управленческий (носящем имя Николая Кузнецова) к юбилею со дня рождения конструктора был торжественно открыт памятник работы архитектора Николая Красько и скульптора Михаила Аникушина.
- 23 июня 2011 года в честь Кузнецова на фасаде Института энергетики и транспорта СГАУ в посёлке Управленческий была открыта мемориальная доска.

### Названы в честь Кузнецова
- 9 августа 2008 года стратегическому бомбардировщику Ту-160 с бортовым номером 10, базирующемуся на авиабазе в г. Энгельс, было присвоено имя Николая Кузнецова[8]. 23 июня 2011 года, в день 100-летия со дня рождения выдающегося конструктора авиационных и ракетных двигателей Николая Кузнецова, над Волгой вдоль набережной Самары на предельно малой высоте совершили пролёт стратегические бомбардировщики Ту-95МС «Самара» и Ту-160 «Николай Кузнецов», оснащённые двигателями его разработки марки «НК»[9].
- Серия двигателей «НК» (Николай Кузнецов).
- Самарский научно-технический комплекс имени Н. Д. Кузнецова[10].
- 19 июня 2001 года в Самаре улица Производственная была переименована в улицу им. Академика Н. Д. Кузнецова[11]. На торжественной церемонии присутствовал губернатор Константин Титов.
- МОУ Вечерняя сменная общеобразовательная школа № 10 г. о. Самары им. Н. Д. Кузнецова.

## В кинематографе
В телесериале «Битва за космос» (2005; Россия — США — ФРГ — Великобритания), посвящённом соперничеству СССР и США в космической гонке, роль Николая Кузнецова исполнил британский актёр Джеффри Уикхем.